# I Myggans vänkrets
I Myggans vänkrets var ett underhållningsprogram som sändes i Sveriges Television i fyra omgångar mellan åren 1979 och 1987.
Uno ”Myggan” Ericson presenterade underhållare tillsammans med värdinnan, "kuplettmannekängen" Cilla Ingvar. Bland gästerna kan nämnas Povel Ramel, Evabritt Strandberg, Sigge Fürst, Sten-Åke Cederhök, Gun Jönsson och Rolv Wesenlund. Sven-Eric Dahlberg var kapellmästare i samtliga program.